# Seminar SV Thorn 09
Seminar FC Thorn 09 (Seminar FC Borussia Thorn, Seminar FC Rhenania Thorn, Seminar FC 1909 Thorn) was een Duitse voetbalclub uit het West-Pruisische Thorn, dat tegenwoordig het Poolse Toruń is.

## Geschiedenis
De club werd in 1909 opgericht en sloot zich aan bij de Baltische voetbalbond. In 1912 werd de club kampioen van Graudenz en kwalificeerde zich zo voor de Baltische eindronde. De club verloor met 3:1 van SV 1910 Allenstein en werd meteen uitgeschakeld. Tijdens de Eerste Wereldoorlog werd de competitie stilgelegd. Na de oorlog werd in 1919 Thorn afgestaan aan het nieuwe Polen waardoor de club officieel ontbonden werd.

## Erelijst
Kampioen Graudenz
1912